# Dirk Nijs
Dirk Nijs (Rotterdam, 28 oktober 1905 – Rotterdam, 11 april 1988) was een Nederlands voetbalscheidsrechter die eenmaal een internationale wedstrijd floot.

## Biografie
Nijs was bijna zijn hele leven lid van SV De Musschen waarvan hij ook dertig jaar voorzitter was. Ook zat hij vanaf 1956 dertien jaar in het bondsbestuur van de KNVB. In 1968 werd voor hij anderhalf jaar teammanager van Holland Sport en directeur van de overkoepelende stichting. Samen met zijn vrouw dreef Nijs een sigarenzaak in Rotterdam. Door de KNVB werd hij onderscheiden als bondsridder.

## Interlands
| Datum       | Plaats          | Wedstrijd          | Uitslag | Competitie        | Kreeg geel | Kreeg voor de tweede keer geel en dus rood | Weggestuurd |
| ----------- | --------------- | ------------------ | ------- | ----------------- | ---------- | ------------------------------------------ | ----------- |
| 6 juni 1948 | Brussel, België | België – Luxemburg | 4 – 2   | Vriendschappelijk | 0          | 0                                          | 0           |

Bijgewerkt t/m 27 januari 2014